# أوروبا الحديثة المبكرة
أوروبا الحديثة المبكرة هي فترة من التاريخ الأوروبي تمتد منذ نهاية العصور الوسطى حتى بداية الثورة الصناعية، أي منذ أواخر القرن الخامس عشر حتى أواخر القرن الثامن عشر. وضع المؤرخون عدة أحداثٍ لتأريخ بداية الفترة الحديثة المبكرة، مثل اختراع الطباعة المتحركة في خمسينيات القرن الخامس عشر، وسقوط القسطنطينية عام 1453، أو انتهاء حروب الوردتين عام 1487، أو بداية عصر النهضة العليا في إيطاليا في تسعينيات القرن الخامس عشر، أو حروب الاسترداد ورحلات كريستوفر كولومبوس إلى الأمريكيتين عقب ذلك عام 1492. تختلف كذلك التواريخ المحددة لنهايتها، وعادةً ما ترتبط ببداية الثورة الفرنسية عام 1789 أو البداية غير واضحة التاريخ للثورة الصناعية في أواخر القرن الثامن عشر في إنجلترا.
هناك بعض الأحداث والاتجاهات الأخرى والبارزة في الفترة الحديثة المبكرة، مثل الإصلاح البروتستانتي والنزاعات الدينية التي أثارها (من ضمنها حروب فرنسا الدينية وحرب الثلاثين عام) وظهور الرأسمالية والدول القومية الحديثة، وانتشار مطاردات الساحرات والاستعمار الأوروبي للأمريكيتين.

## السمات
تميّزت الفترة الحديثة المبكرة بتغيرات جذرية في كثير من مجالات الحياة البشرية. أبرز تلك التغيرات كان تطور العلوم بصفتها ممارسة رسمية، والتقدم التكنولوجي المتسارع، ونشوء السياسة المدنية العلمانية والمحاكم والدول القومية. بدأت الاقتصادات الرأسمالية الناشئة بالنمو، أولاً في الجمهوريات الإيطالية الشمالية مثل جنوا والبندقية، وفي مدنٍ أخرى في البلدان المنخفضة، ولاحقاً في فرنسا وألمانيا وإنجلترا. شهدت الفترة الحديثة المبكرة أيضاً بروز النظرية الاقتصادية الإتجارية وهيمنتها. بذلك، ترتبط الفترة الحديثة المبكرة غالباً بتراجع الإقطاعية والعبودية، ثم اضمحلالهما (في أوروبا الغربية على الأقل) في نهاية المطاف. بدّل الإصلاح البروتستانتي التوازن الديني في العالم المسيحي بشكل كبير، وخلق معارضة جديدة وضخمة لهيمنة الكنيسة الكاثوليكية، تحديداً في أوروبا الشمالية. شهدت هذه الفترة كذلك الإبحار حول العالم، وإنشاء اتصال أوروبي منتظم مع الأمريكيتين وجنوبي وشرقي آسيا. لعبت الأنظمة العالمية الناشئة للتبادل الدولي الاقتصادي والثقافي والفكري أدواراً مهمة في نمو وتطور الرأسمالية، ومثّلت أولى مراحل العولمة.

## تحقيب
بصرف النظر عن التواريخ الدقيقة المستخدمة لتحديد بداية ونهاية الفترة الحديثة المبكرة، من المتفق عليه عمومًا أن تلك الفترة شملت عصر النهضة والإصلاح البروتستانتي والثورة العلمية وعصر التنوير. بذلك، ينسب المؤرخون عدداً من التغيرات الأساسية إلى تلك الفترة، أبرزها التطور المتسارع للعلوم والتكنولوجيا، وعلمنة السياسة، وتحجيم السلطة المطلقة للكنيسة الكاثوليكية في روما وتضاؤل تأثير جميع الأديان والمعتقدات على الحكومات الوطنية. عرّف عددٌ من المؤرخين الفترة الحديثة المبكرة بصفتها الفترة التي بدأ فيها الناس يعتبرون أنفسهم منتمين لحكومة وطنية –وهو تحررٌ ملحوظ من أساليب تعريف الذات في العصور الوسطى، والتي ارتكزت على الدين بشكل كبير (الانتماء للعالم المسيحي) أو اللغة أو الولاء الإقطاعي (الانتماء لمنزل لوردٍ أو قطبٍ ما).
لا يمكن تحديد بداية الفترة الحديثة المبكرة بشكل دقيق، لكن يمكن القول أنها بدأت في أواخر القرن الخامس عشر أو أوائل القرن السادس عشر. هناك عدة تواريخ بارزة يمكننا اعتمادها لتحديد فترة الانتقال من أوروبا في العصور الوسطى إلى أوروبا الحديثة المبكرة، هذه التواريخ والأعوام هي:
- 1450

اختراع أول طابعة متحركة في أوروبا على يد يوهانيس غوتنبرغ، فغيّرت تلك الآلة بشكل أساسي انتشار وتداول المعلومات. سمحت الطباعة المتحركة بترتيب الأحرف المفردة لتشكيل الكلمات، وهو اختراع مختلفٌ عن آلة الطباعة التي اختُرعت سابقاً في الصين.
- 1453

فتح القسطنطينية على يد العثمانيين، والذي يشير إلى نهاية الإمبراطورية البيزنطية، ومعركة كاستيون التي اعتُبرت نهاية حرب المائة عام.
- 1485

قتل آخر ملك إنجليزي من عائلة بلانتاجِنت، وهو ريتشارد الثالث، في بوسورث، ومهدت الحرب الأهلية في العصور الوسطى بين الفرق الأرستقراطية الطريق أمام بداية فترة حكم عائلة تودور الحديثة المبكرة على عرش إنجلترا، فأصبح هنري السابع أول ملوك عائلة تودور.
- 1492

أول رحلة أوروبية موثقة نحو الأمريكيتين من طرف المستكشف كريستوفر كولومبوس من جنوا. سقوط الأندلس وجلاء آخر موري عن شبه الجزيرة الإيبيرية؛ وطرد اليهود على يد الحكومة الإسبانية.
- 1494

غزا الملك الفرنسي شارل الثامن إيطاليا، ما أدى إلى تغيير الوضع الراهن بشكل كبير وبدء سلسلة من الحروب التي وقعت أثناء عصر النهضة في إيطاليا.
- 1513

بروز أولى أشكال السياسة الحديثة تزامناً مع نشر ميكافيلي كتابه الشهير: الأمير.
- 1517

بدأت حركة الإصلاح عقب تعليق مارتن لوثر القضايا الخمس والتعسين على باب الكنيسة في فتنبرغ، ألمانيا.
- 1526

فرديناند الأول، رأس الإمبراطورية الرومانية المقدسة، يتوج ملكاً على بوهيميا والمجر.
- 1545

انعقاد مجمع ترنت، معلناً بذلك عن نهاية الكنيسة الرومانية الكاثوليكية القروسطية.
أما نهاية الفترة الحديثة المبكرة، فترتبط بعدة أحداث تاريخية، مثل الثورة الصناعية التي بدأت في بريطانيا نحو منتصف القرن الثامن عشر، أو بداية الثورة الفرنسية عام 1789، والتي أدت إلى تحولات كبرى في السياسة الدولية الأوروبية ونتج عنها العصر النابليوني وأوروبا الحديثة.
تراجع دور النبلاء في النظام الإقطاعي أمام الفكرة القائلة بالحق الإلهي للملوك خلال العصور الوسطى (في الحقيقة، كان تجميع قوة النبلاء مُلاك الأراضي يبد الملوك واحداً من السمات المميزة للعصور الوسطى). كان إلغاء العبودية وتبلور فكرة الدول القومية من أبرز التغيرات السياسية في تلك الفترة. استغل كثيرٌ من الملوك والحكام هذا التحول الراديكالي لفهم العالم من أجل تعزيز سيادتهم على المزيد من الأراضي. فعلى سبيل المثال، تحوّلت عدة ولايات ألمانية إلى البروتستانتية (إضافةً إلى الإصلاح الإنجليزي) في محاولة للتخلص من قبضة بابا الكنيسة الكاثوليكية.
برزت التطورات الفكرية في تلك الفترة، من أهمها ابتكار النظرية الإتجارية في الاقتصاد، ونشر أعمال مؤثرة وخالدة في السياسة والفلسفة الاجتماعية، مثل كتاب الأمير لميكافيلي (1513) ويوتيوبيا لتوماس مور (1515).

## الإصلاح

بورتريه هنري الثامن: رمز السلطة الملكية في أوروبا الإصلاحية الحديثة

الإصلاح البروتستانتي هو انشقاق ذو اتجاه إصلاحي عن الكنيسة الكاثوليكية في روما بدأه مارتن لوثر، وأكمله جون كالفن وهولدرش زفينغل وآخرون من الإصلاحيين البروتستانت الاوائل. يعود تاريخ الإصلاح إلى عام 1517، واستمر حتى نهاية حرب الثلاثين عامًا (1618–1648) بانعقاد صلح وستفاليا عام 1648. بدأ الإصلاح في الحادي والثلاثين من شهر أكتوبر عام 1517 على يد مارتن لوثر، والذي نشر قضاياه الخمس والتسعين ناقداً فيها ممارسة الكنيسة المتمثلة بمنح صكوك الغفران، وعلّق تلك على باب كنيسة القلعة في فيتنبرغ، ألمانيا، والذي يُستخدم عادةً لتعليق الإعلانات والإشعارات المتعلقة بمجتمع الجامعة. انتشرت تلك القضايا في عموم أوروبا كالنار في الهشيم. ابتدأ لوثر بانتقاد صكوك الغفران وبيعها من طرف الكنيسة، وأصر على أن البابا لا يملك سلطة على المطهر، وأن العقيدة الكاثوليكية المتمثلة بكون أعمال مسيح والقديسين الصالحة يمكن أن تمنح الجنة لآخرين (أو ما يُعرف بخزينة الجدارة) لا وجود لها في الإنجيل. في المقابل، أدرجت الكنيسة البروتستانتية لاحقاً عدداً من التغييرات العقائدية مثل سولا سكريبتورا وسولا فيدي.
انتهى الإصلاح بالانشقاق وتأسيس حركات كنسية جديدة. تشمل أبرز المذاهب التي ظهرت مباشرة عقب الإصلاح اللوثرية والكالفينية (المذهب الإصلاحي أو المشيخي) والأنجيليكانية وحركة تجديدية العماد. تعود أصول الكنائس البروتستانتية التي ظهرت لاحقاً إلى تلك المدارس والمذاهب الأربع الناجمة عن حركة الإصلاح. أدى الإصلاح أيضاً إلى إصلاح كاثوليكي أو إصلاح مضاد داخل الكنيسة الكاثوليكية في روما، وعُبّر عنه بوساطة عددٍ من الحركات الروحانية وإصلاحات المجتمعات الدينية وإنشاء الكليات اللاهوتية وتوضيح اللاهوت الكاثوليكي وإحداث تغييرات بنيوية في مؤسسة الكنيسة.